# Pleurospermum atropurpureum
Pleurospermum atropurpureum är en flockblommig växtart som beskrevs av Kun Tsun Fu och Y.C.Ho. Pleurospermum atropurpureum ingår i släktet piplokor, och familjen flockblommiga växter. Inga underarter finns listade i Catalogue of Life.